# Gadadhar
Gadadhar és un riu d'Assam.
Neix a les muntanyes de Bhutan i corre cap als Duars; alguns afluents d'aquest riu es troben en el límit entre els Duars Occidentals i els Duars Orientals. Degut a les variacions del seu curs i als canals, el riu és conegut també com a Sankos a la part superior, que és el nom d'un altra riu. El Gangadhar desaigua al Brahmaputra a través d'un canal també anomenat Gadadhar alimentat pel riu Bamnai.